# Emmendingen
Emmendingen è un comune tedesco di 26 110 abitanti, situato nel land del Baden-Württemberg.